# Palujüri (jezioro)
Palujüri (est. Palujüri järv (Palojüri järv)) – jezioro w Estonii,  w prowincji Valgamaa, w gminie Rõuge. Należy do pojezierza Haanja (est. Hannja järved). Położone jest na północ od wsi Palujüri. Ma powierzchnię 2,8 ha linię brzegową o długości 629 m, długość 220 m i szerokość 175 m. Sąsiaduje z jeziorami Viitina Karijärv, Salujärv, Hanija, Hainjärv, Aabra, Kunnjärv, Paadikõrdsi. Położone jest na terenie obszaru chronionego krajobrazu Haanja (est. Haanja looduspark). Jezioro zamieszkują m.in.: szczupak, okoń, płoć, leszcz, karaś, wzdręga, miętus.